# Пабло Дорадо
Пабло Дорадо (Монтевидео, 22. јун 1908 — 18. новембар 1978) био је фудбалер који је играо за репрезентацију Уругваја. Своју земљу представљао је на ФИФА светском првенству 1930. и најпознатији је по томе што је први играч који је икада постигао гол у финалу Светског првенства. У финалу против Аргентине постигао је први гол на утакмици у 12. минуту, шутирајући лопту кроз ноге аргентинског голмана Хуана Ботаса. 
Дорадо је играо клупски фудбал за ФК Бела Виста у Уругвају и Ривер Плејт у Аргентини (1931–1935). 
Започео је у Бела Висти 1926. године, а 1932. године прешао је у Ривер Плејт, у Аргентини, са ким је освојио и првенство Аргентине 1932. Године 1935. ангажовао га је Насионал и коначно се вратио у Бела Висту 1937. године, одакле се и повукао из фудбала. Оженио се Ирмом Калејас и имао троје деце и неколико унучади.

## Занимљивости
Финални меч на Светском првенству 1930. играли су репрезентације Уругваја и Аргентине пред 93.000 гледалаца. Питање пре игре било је коју лопту користити - обе стране су имале своју, преферирану лопту, па је одлучено да прво полувреме играју са лоптом Аргентине, а друго са уругвајском лоптом. Први гол на Светском првенству постигао је Пабло Дорадо после дванаест минута. Аргентина је узвратила и на полувремену је водила 2:1. У другом полувремену Уругвајци су играли са сопственом лоптом и победили са 4:2. Наредног дана проглашен је државни празник у Уругвају.

## Међународни голови
| #  | Датум         | Место одржавања                         | Противник | Голови | Коначни резултат | Такмичење               |
| -- | ------------- | --------------------------------------- | --------- | ------ | ---------------- | ----------------------- |
| 1. | 21. јула 1930 | Стадион Сентенарио, Монтевидео, Уругвај | Румунија  | 1 –0   | 4–0              | Светско првенство 1930. |
| 2  | 30. јула 1930 | Стадион Сентенарио, Монтевидео, Уругвај | Аргентина | 1 –0   | 4–2              | Светско првенство 1930. |
| 3. | 18. маја 1932 | Стадион Сентенарио, Монтевидео, Уругвај | Аргентина | 1 –0   | 1–0              | Пријатељска утакмица    |